# Radierung (Schmucktechnik)
Mit Radierung (lat.: radere = kratzen, wegnehmen, entfernen) bezeichnet man künstlerische Arbeitstechniken, bei denen durch Wegkratzen einer Deckschicht lineare oder flächige Wirkungen erzielt werden. Ähnlich wie bei der Drucktechnik "Radierung", bei der man auf einer metallischen Druckplatte radiert, wird das Radieren auch als Schmucktechnik von Vergoldern direkt angewandt. Dabei wird eine auf den Untergrund (meist Blattmetall wie Glanzgold oder Glanzsilber) aufgebrachte Farbschicht schabend entfernt. Die Untergründe für die Radierung sind absolut glatte Flächen, wie Glas, Folie, Lack und Blattmetall in Glanzform selbst.

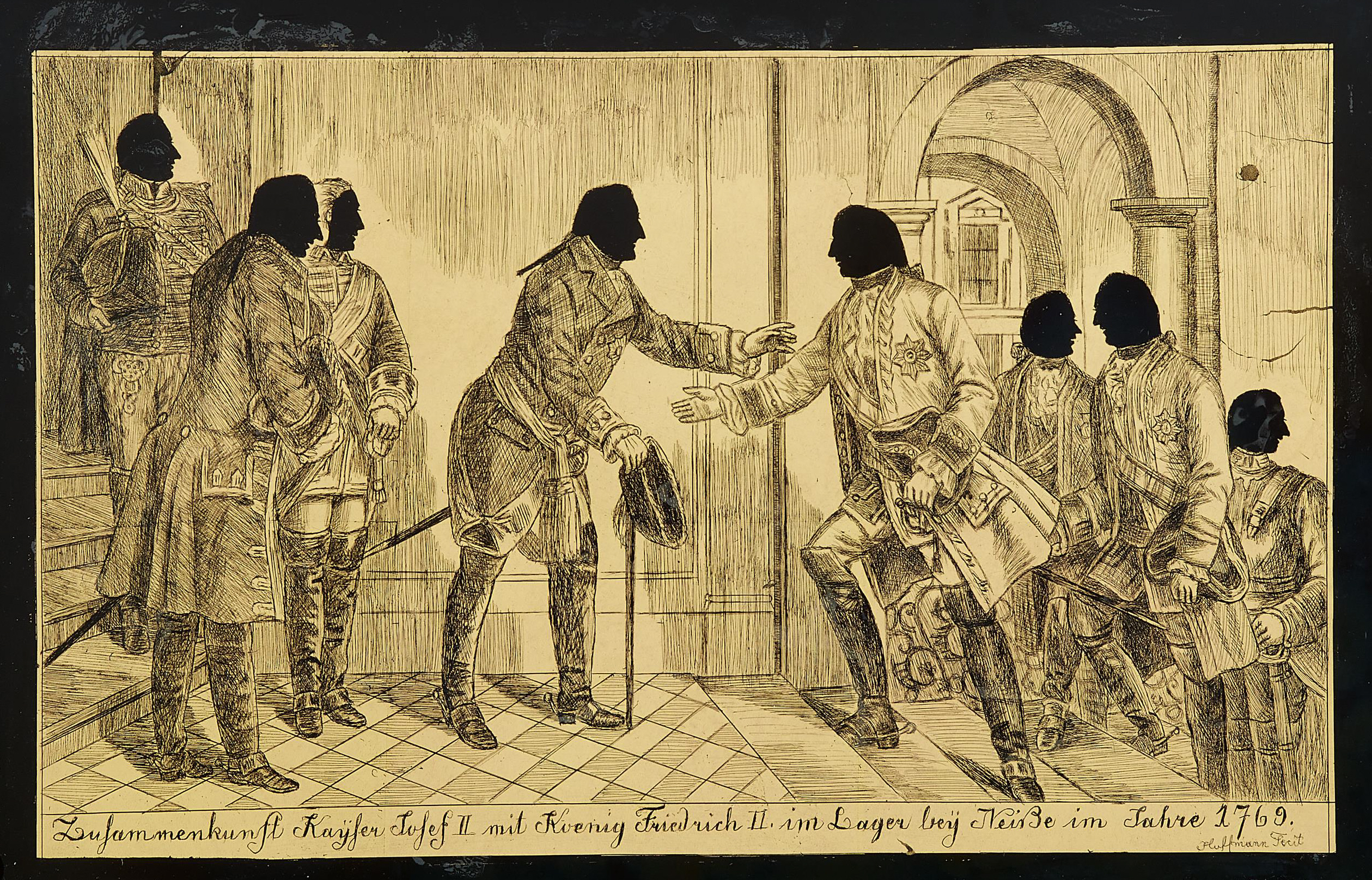
Beispiel einer Radierung in der Hinterglasmalerei (19. Jahrhundert)

Auch in der Hinterglasmalerei wurde die Technik der Radierung gelegentlich angewandt, vor allem, um auf Goldgrund grafische Wirkungen zu erzielen. Dabei wurde das auf der Glasrückseite haftende Blattgold mit der Radiernadel zeichnerisch bearbeitet und anschließend mit schwarzem Lack abgedeckt. Siehe den Hauptartikel Églomisé. Ähnlich arbeiteten virtuose Hersteller von Hohlgläsern, die im 18. Jahrhundert, vor allem in Böhmen die sogenannten Zwischengoldgläser herstellten, bei denen zwei geschliffene Trinkgefäße so ineinandergesetzt und miteinander verklebt wurden, dass die Goldradierung zwischen ihnen eingeschlossen wurde.
Das historische Bindemittel für eine Radierfarbe ist Glutinleim. Es eignen sich jedoch auch kaseingebundene Farben wie zum Beispiel die Plakafarbe zur Herstellung einer Radierfarbe. Die Plaka-Radierfarbe ist leicht herzustellen und erfordert kein besonderes Geschick. Da diese eine sehr hohe Bindekraft besitzt (was bei der Radierung von Nachteil ist) wird sie mit destilliertem Wasser (zur längeren Haltbarkeit, da die Verschmutzungen im Leitungswasser die Farbe leicht verderblich machen) etwas geschwächt. Dies hemmt jedoch zugleich die nötige Deckkraft. Da Pulverpigmente ungebunden sind, eignen sie sich hervorragend, um der Radierfarbe ihre nötige Deckfähigkeit wiederzugeben. Dabei ist darauf zu achten, dass kein zu grobes Pigment benutzt wird, um den Untergrund nicht zu beschädigen und keine Ausbrüche zu provozieren. Um die Radierfarbe leichter radierfähig zu machen, wird der Farbe als Netzmittel ein wenig Seife beigesetzt.
Man überprüft das Farbmittel auf einem Probestück, das dieselben Eigenschaften wie das Hauptobjekt aufweist. Für den Auftrag der fein gesiebten Radierfarbe nutzt man zumeist einen weichen Haarpinsel. Nach einer kurzen Trocknungsphase wird dann der Untergrund unter der Farbe freigelegt. Zum Radieren nutzt der Kirchenmaler oder Vergolder bevorzugt ein Buchenholzstäbchen, weil dieses Holz nicht zu weich oder zu hart ist. Das Radierstäbchen darf nicht zu spitz sein, um das Glanzgold nicht vom Poliment abzureiben. Wenn im Nachhinein auffällt, dass die Radierfarbe zu stark gebunden ist, kann man das Hölzchen leicht anfeuchten, um die Farbe besser anlösen zu können (Arbeitsweise nach P. Schütz). Im Anschluss sollte das Werkstück etwa einen Tag austrocknen und dann mit einem Klarlack (Zapon, Schellack) überzogen werden.